# 萬世一系

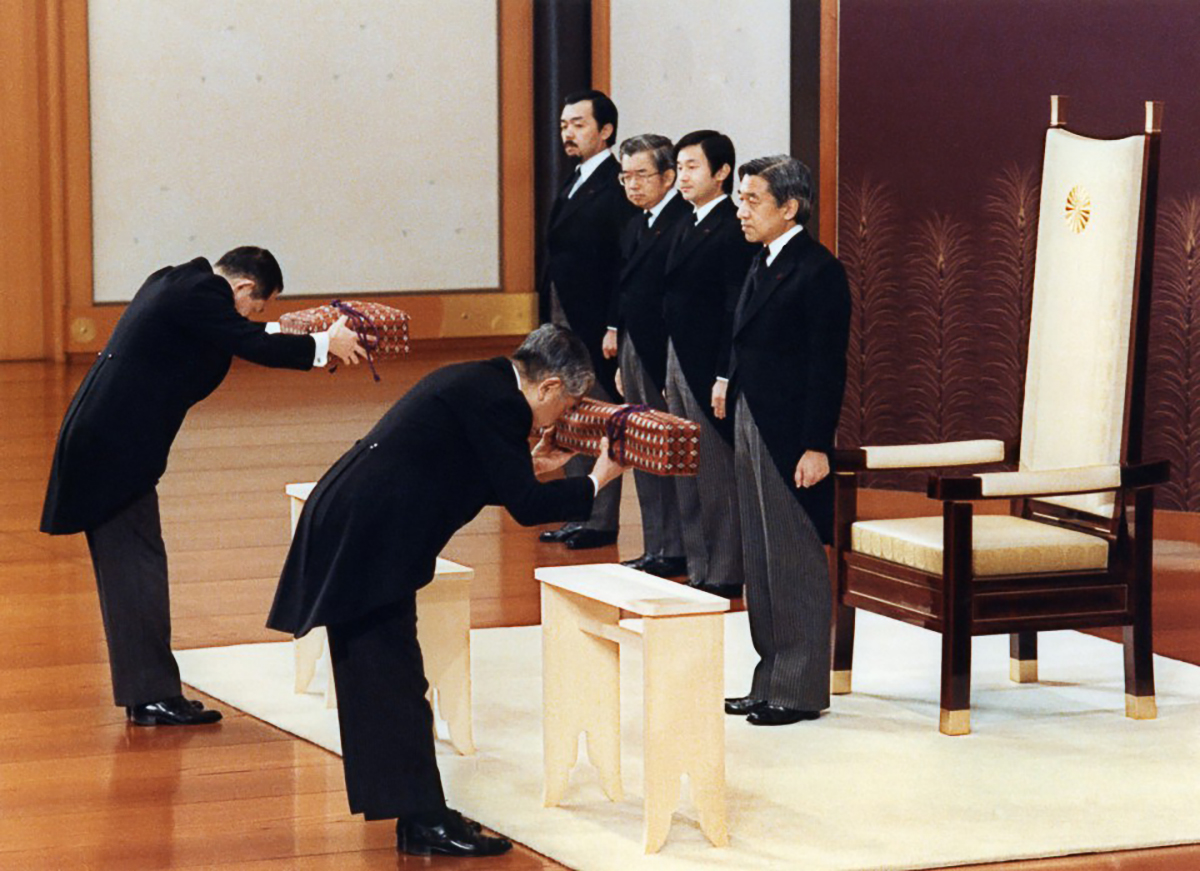
劍璽等繼承的儀式
1989年（昭和64年）1月7日

万世一系（日语：〔〕／ bansei ikkei */?）指的是某一个血统永恒的延续，大多数情况下指的是皇族（王族）等世袭高级贵族的家族延续，常指日本皇室號稱自建國以來從未斷絕的狀態。

## 意义

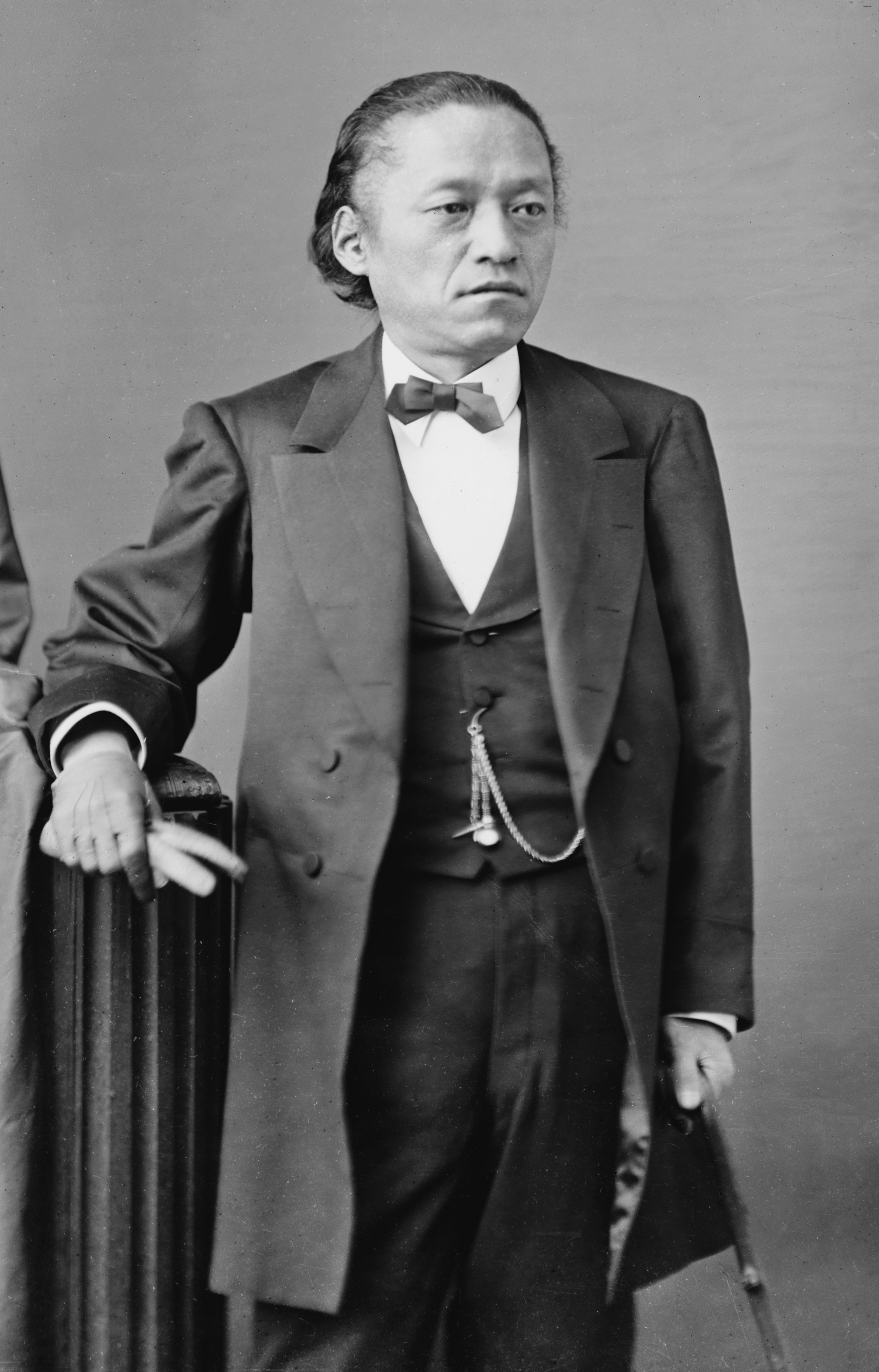
岩倉具視

“万世一系”一词首次在1867年（庆应三年）10月岩仓具视的《王政复古议》中出现。1889年（明治22年），日本首相伊藤博文在當時制定的日本《皇室典范（旧）》中规定：
1. 皇位的传承仅限皇族血脈
2. 皇位的传承仅限于男性后代
3. 皇室的血统为一系不可分裂

《大日本帝国宪法》規定了关于万世一系的相关规定，如正文部分的“朕承祖宗之遗烈，践万世一系之帝位。”等。
日本民间和各个组织曾编写过不少《宪法》以反对《大日本帝国宪法》，但大多也采用了“万世一系”的相关规定。

## 起源和合法性
《古事记》中记载，天照大神对其孙琼琼杵尊（ニニギ）宣示：“这丰苇原水穗之国，当由汝所治之邦。”。《日本书纪》中则载有：“苇原千五百秋瑞穗之国，乃吾子孙可王之地。尔皇孙当往治之。宝祚之隆，当与天地共无穷。”
《大日本帝国宪法》第一条明确规定了万世一系制度。

## 历史

### “万世一系”理论的开端
虽然第一次提到这个词是在《王政复古议》，但事实上“日本与他国有根本的不同，日本从未改变过朝代”的思想和信念一直存在于古日本之中。

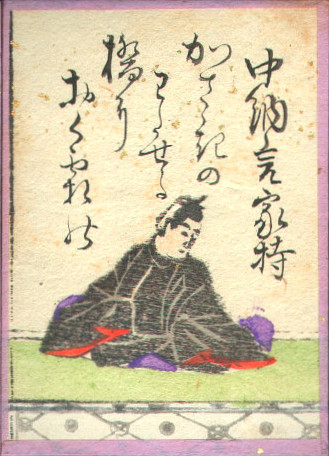
大伴家持

《万叶集》中记载日本诗人大伴家持写下了赞美圣武天皇的诗歌：
“皇祖承神命，世代嗣相繼。
天皇治四方，山高河寬廣。
所貢珍寶物，舉不盡其量。”
日本书记记载神武天皇即位的那年为王朝的起点，圣德太子首次制定了这个日期，这一天成为日本的建国日。它通常被视为国体“不变”的证据。
有人认为，神武天皇建立的王朝继承了神治时代祖先的血统，因此日本王朝被认为是永恒的，是世代相传的。

### 中国
日本主张其王朝具有超乎寻常的古老性，不仅是对本国国民的宣示，更是为了向中国（其国家形态虽早于日本，但历代王朝寿命较短）在内的他国彰显威信。中国方面对此主张表示感佩的事例亦有记录。
《新唐书》中简略记载的日本历史：
- 属于「神代」的32位统治者中，仅记录首尾二人；
- 属于「人代」的58代天皇（从神武天皇至光孝天皇）则依《日本书纪》等文献列举[9]

参与编修《新唐书》的杨亿记录了日本学僧奝然向宋朝皇帝提供的如下信息：「王家仅一姓相传，延续六十四代（国王一姓相伝六十四世）。文武官职皆为世袭。」依天皇谱系推算，圆融天皇恰为第64代。
《宋史·日本传》则记载北宋太宗对此的回应：
“此岛夷耳，乃世祚遐久，其臣亦继袭不绝，此盖古之道也。中国自唐季之乱，宇县分裂，梁、周五代享历尤促，大臣世胄，鲜能嗣续。朕虽德惭往圣，常夙夜寅畏，讲求治本，不敢暇逸。建无穷之业，垂可久之范，亦以为子孙之计，使大臣之后世袭禄位，此朕之心焉。”

### 欧洲
日本的制度在16世纪和17世纪以与欧洲截然不同的概念而闻名于欧洲。欧洲人将日本建国日期计算为公元前660年。
西班牙属菲律宾总督唐·罗德里戈·德·维维罗在他的《观察日本》一书中对日本皇室制度和历史的大致描述是：
“我们从他们的传说和记录中知道的是……第一位皇帝叫做神武天皇，建立了君主制度，并在主基督诞生前663年，罗马建国89年后统治。日本真正独特的是，近2260年来它一直被同一皇室血统的108位后代统治。”
当时的日本天皇是后水尾天皇，日本的第108位天皇。
很多其他的欧洲人（如商人贝纳迪诺·德·阿维拉·吉隆）也在著作中提及此事。

### 江户时代
在江户时代，日本更加强调皇室的不变性和古老性，以增加人们对天皇的崇拜和支持。
宽文9年，军事学者山鹿素行在《中朝事实》中写道： 
“皇位一旦确立，就一成不变地传承了无数代。……从第一个皇帝出现，已经过去了大约2300年。……皇位从未改变。”
但事实上并非所有江户时代知识分子都认同这个传统的看法，本多利明在他的著作里写到：“世界上最古老的国家是埃及，有6000年的历史，中国可以说有3800年的历史，但由于神武天皇即位仅过去了1500年，日本的历史要短的多。”

### 明治时代
明治时代的大多数日本知识分子都比较接受并自豪于帝国的“万世一系”。

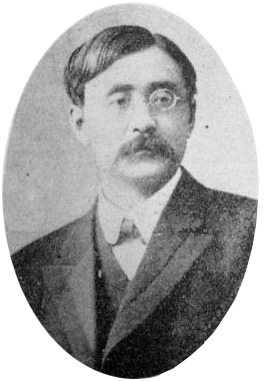
新渡戸稲造

然而还是有一些质疑日本皇室历史的声音，如时任国际联盟副事务长的新渡户稻造曾在于瑞典首都斯德哥尔摩举行的日瑞协会会议上的一次演讲中说：“日本最早的历史学家可能错误的将天干地支的60年周期多计算了10倍，因为他们可能采用了八世纪时实行的中国式测年方法……如果我们从日本早期历史中减去6个世纪，日本的建立日期可能并不像通常所认为的那样在公元前660年，可能将是公元前60年左右。这样，神武天皇将成为凯撒大帝的同时代人。

### 战前
战前，万世一系制度被当作否定共和制度和社会主义制度的基础。同时日本也形成了君民一体的历史观，即认为日本不像其他国家那样争夺皇位，而认为日本臣民一直尊敬天皇。此外，日本还产生了另一种思想，这种思想认为日本是神州，日本民族是神的后裔，日本是世界上道义最好的国家。
这些思想与日本的民族主义相结合，形成了一种被称为皇国史观的历史观。特别是在明治维新至二战这段时间里，它被强调为国家所认可的历史观，在大日本帝国宪法第一条中有所体现。
北一辉曾在其著作《国体论及纯正社会主义》中批评万世一系：“日本人民在万世一系面前像被打了头盖骨一样，尽数变成白痴。”

### 战后
尽管“万世一系”不再被视为官方理论，但它并没有从公共言论中消失。
1977年（昭和52年）8月，昭和天皇曾在皇居举行的记者见面会上将万世一系得以维持的原因解释为日本人民的信任。
现行日本宪法没有提到天皇的祖先或者日本王朝的古代，然而皇室的法律地位随着重申皇位的世袭原则而得到了认可。1966年（昭和41年）， 日本王朝的建立日2月11日被恢复为日本建国纪念之日（日本建国纪念日在战后曾被改为纪元节）。

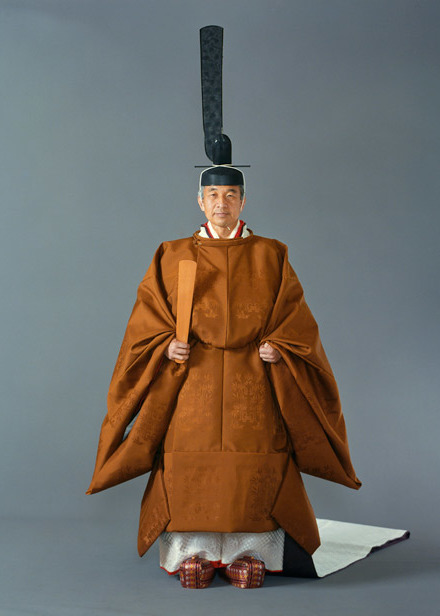
明仁天皇即位，摄于1990年

1990年（平成二年），明仁亲王登基为天皇。在登基之际日本举行了大尝祭，这是古代日本强调祖先与神灵之间的关系纽带的一种仪式。1999年（平成11年），赞美天皇皇位的君之代被日本国旗国歌法确定为国歌。

## 体现“萬世一系”的一些例子

### 大日本帝国宪法
1889年（明治22年），《大日本帝国宪法》公布。宪法强调皇室的永恒和正统。在这部宪法的“告文”（宪法的序言）部分包含有以下文本：“皇朕恭谨敬畏告皇祖、皇宗之神灵曰，皇朕循天壤无穷之宏漠，承继惟神之宝祚，保持旧图不敢失坠，宜膺世运之发展，随人文之发达。”
宪法第一条又写到：“大日本帝国，由万世一系之天皇统治之。”这是第一次在近代的正式政治文书中使用“万世一系”这个词语。这个词也开始成为日本官方意识形态的中心，它在各种宣传文件和学校军营等地的公告中被广泛使用和传播。

### 君之代
1880年（明治13年），《君之代》被正式定为日本国国歌。《君之代》是由纪友则、纪贯之、凡河内躬恒、壬生忠岑四位日本歌人创作并收录于《古今和歌集》的一首短歌，歌词如下：
“我皇御统传千代，一直传到八千代，直到小石变巨岩，直到巨岩长青苔。”
日本的国歌是一首庆祝天皇统治的歌曲，日本皇室的永久统治是这首歌的主题。君之代这首世界上最短的国歌是为了纪念世界上最长寿的王朝。

### 《国体之本义》
《国体之本义》是在1938年（昭和13年）由当时的文部省汇集相关学者所编写的一本解释“日本是一个什么样的国家”的书。
书中关于万世一系的一些说法：“大日本帝国将永远奉行万世一系的天皇皇祖神勅，由天皇统领，这是我们万古不易的国体。”

## 争议

### 战前争议
1911年（明治44年），日本发生了有关国家教科书的一些争论，最初日本学校的历史教科书使用“南北朝”一词，日本的帝国议会就是否应该使用这个词进行了讨论，最后决定在教科书中用“吉野朝时代”一词代替“南北朝”一词。

### 与国体的关系
日本国体的基础就是万世一系制度，因此，它对日本政治问题产生了深远的影响。在有关天皇机关说的辩论中，神勅被当作天皇直接统治的基础。有一些昭和维新的支持者从君民一体思想出发，认为天皇的直接统治会破坏利益相关者对社会的封锁，而“君侧奸”们正在阻止它的发生，因此需要“清君侧”（见226兵变）。由于这个问题，关于“万世一系”制度的争议变得非常广泛。

### 战后的历史学家
战后的很多日本历史学家强烈反对战前日本对民族主义和万世一系的滥用，他们大多淡化了万世一系的重要性和日本皇室的非凡寿命，但他们承认日本皇室的血统是世界上持续最久的。

### 皇位继承问题
战后，虽然有敬宫爱子内亲王等皇室女性出生，但皇室的男性成员在大约40年的时间里都没有出生，直到悠仁亲王出生。关于皇位的继承仍有争议，日本基于“万世一系”的传统要求由男性继承皇位，认为皇位由直系长子继承，但一些相关的组织允许了“女天皇”的出现，这个问题引发了各界人士的一些争论。